# Puncs
A puncs vagy bólé egy indiai eredetű, eredetileg forrón, később hidegen is felszolgált ital, amely hagyományosan gyümölcslevet, cukrot, alkoholt, vizet és fűszereket tartalmaz.

## Története
A világ első koktéljaként tartják számon, története egészen a 17. századi Indiába nyúlik vissza. Egyes források szerint a neve a szanszkrit „paanch” szóból ered, amely ötöt jelent, utalva az ital öt fő összetevőjére: alkohol, citrusok, cukor, víz és fűszerek (elsősorban szerecsendió). Más szakértők azonban azt feltételezik, hogy a név valójában a „puncheon” szóból származik, amely akkoriban a hajókon használt alkoholos hordók elnevezése volt.
Bár az ital pontos eredete nem ismert, a feljegyzések szerint angol utazók készítették el Indiában, és a Brit Kelet-indiai Társaság tengerészei népszerűsítették. Az eredeti cél az volt, hogy a puncs helyettesítse a sört, amely a hosszú tengeri utak során megromlott, mire elértek Indiába. A lime és a cukor hozzáadása az alkohollal hígított vízhez nemcsak az ízt javította, hanem segített megőrizni az italt a hosszú hajóutak alatt. Az illatos, forró ital alapja általában arrak, rum vagy borpárlat volt, de néha teát is felhasználtak az elkészítéséhez.
A puncs a hajókról hamarosan átterjedt az angol társadalom elegáns szalonjaiba, kávéházaiba és koktélpartijaira. Nagyméretű, széles puncstálakban tartották, majd merőkanállal szervírozták poharakba. Ezek a puncstálak gyakran ezüstből, kerámiából vagy díszes feliratokkal festett anyagból készültek, és napjainkra értékes gyűjtői darabokká váltak. Németországban az ital bowle néven ismert (magyarul is használatos bólé néven), ami az angol bowl szóból ered, ami tálat jelent, amelyben az ital kerül felszolgálásra.

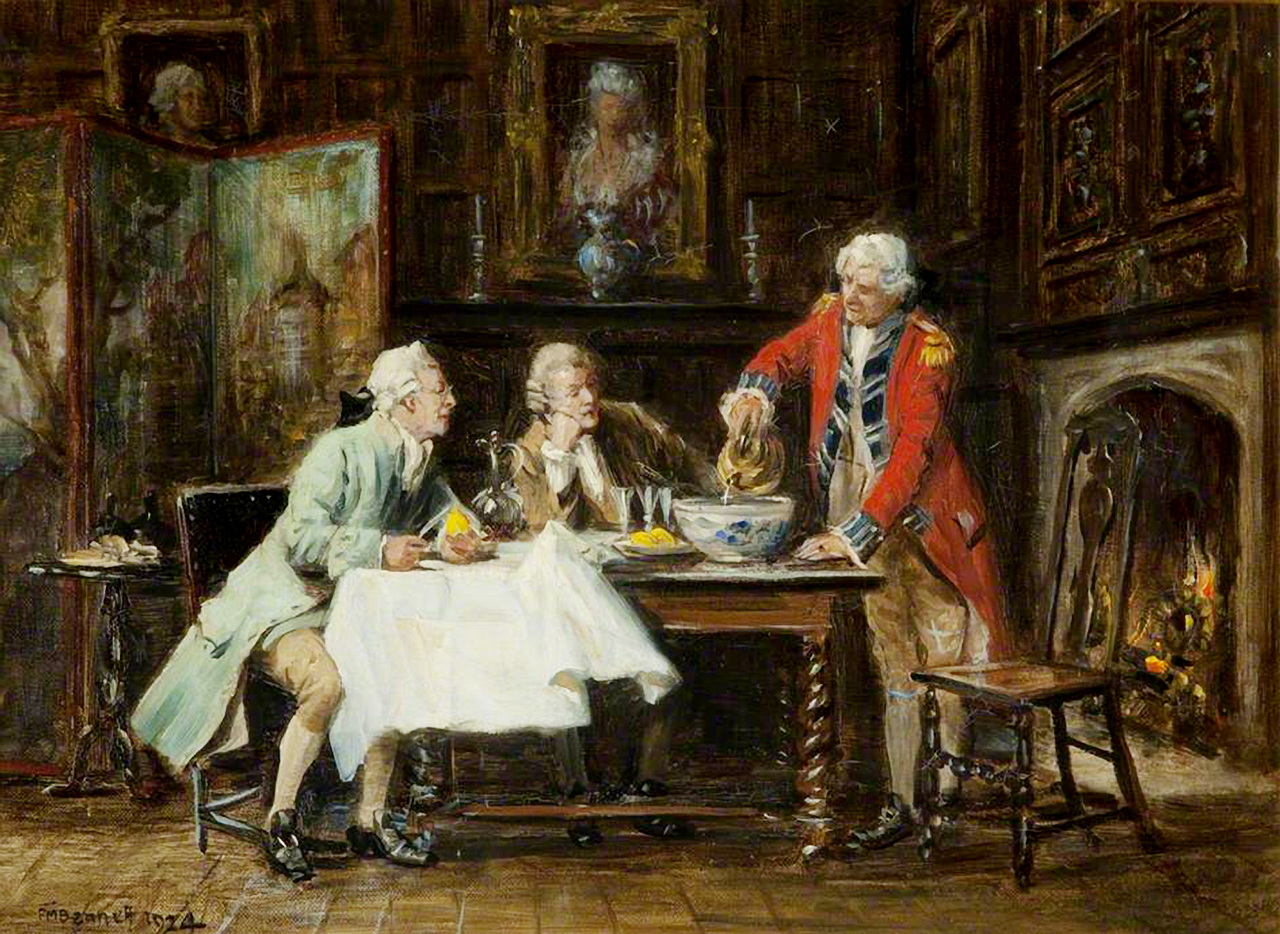
Frank Moss Bennett: Forró puncs

A puncs Angliából kiindulva világszerte elterjedt, a 18. század közepére egész Európában ismertté vált, valamint eljutott az amerikai gyarmatokra is. Feljegyzések szerint az Egyesült Államok alapító atyái is puncstálakkal ünnepelték a Függetlenségi Nyilatkozat aláírását. A 19. század közepéig a puncs uralta a társasági életet, mindenki szívesen fogyasztotta ezt az italt. A későbbi korokban a puncs receptje tovább gazdagodott. A franciák például új ízekkel kísérletezve megalkották a Bishop és a Cardinal nevű változatokat, míg Svédországban megszületett a jeges puncs, a calorich-punch.
A puncs alkoholmentes változatai is népszerűek lettek, azonban a viktoriánus kor új ivási szokásai és a mértéktelen puncsfogyasztás miatti ellenérzések hatására az ital népszerűsége csökkenni kezdett. Az utóbbi időkben azonban újra elkezdett visszatérni a köztudatba, s készítéséhez manapság rendkívül sokféle alapanyag használatos, és már nem feltétlenül ragaszkodnak ahhoz, hogy forró italként szolgálják fel. Az ital alapvető jellemzője azonban változatlan maradt, hogy cukrot és rendszerint erős alkoholos összetevőt tartalmaz.

## Készítése
A puncs alapja általában rum, citrusfélék és különféle fűszerek, amelyek meghatározzák az ital jellegét. Az összetevők változatosságának köszönhetően sokféle variációja létezik, különböző alkoholos vagy alkoholmentes alapokkal. Víz helyett gyakran alkalmaznak pezsgőt, almabort, vörös- vagy fehérbort. A rum pótolható gin, tequila, whisky, vodka vagy likőrök felhasználásával. Emellett teával, tejjel, gyümölcslevekkel vagy gyömbérsörrel is készülhet.
Jellegzetes ízét a fűszerek adják, mint a fahéj, szegfűszeg, szerecsendió, vanília, gyömbér vagy kardamom. Általában három-négy fűszer használatos, hogy az ízek egyensúlya megmaradjon, és a citrusos jegyek is érvényesüljenek. A citrusosságot citrom, narancs vagy lime adja, de a citromfű, kakukkfű és a menta alkalmazásával is megbolondítható az ital. Gazdagabbá tehető apróra vágott gyümölcsökkel vagy aszalványokkal, amelyek nemcsak édesítik, hanem az áztatás során ízesítik is a keveréket. Az alma, banán, ananász, narancs, körte, szilva és bogyós gyümölcsök mind népszerű hozzávalók.
A puncs melegen és hidegen egyaránt fogyasztható ital. Télen a forró változatok ideálisak, míg a nyári időszakban a hideg, jégkockával vagy fagylalttal kínált verziók ajánlatosak.